# リボヌクレオシド三リン酸レダクターゼ
リボヌクレオシド三リン酸レダクターゼ(ribonucleoside-triphosphate reductase)は、プリン、ピリミジン代謝酵素の一つで、次の化学反応を触媒する酸化還元酵素である。
2'-デオキシリボヌクレオシド三リン酸 + チオレドキシンジスルフィド + H2O {\displaystyle \rightleftharpoons } リボヌクレオシド三リン酸 + チオレドキシン
この酵素の基質は2'-デオキシリボヌクレオシド三リン酸、チオレドキシンジスルフィドとH2O で、生成物はリボヌクレオチド三リン酸とチオレドキシンである。補因子としてATP、鉄、コバルト、コバミドを用いる。
この酵素は酸化還元酵素に属し、ジスルフィドを受容体としてCH基またはCH2基に特異的に作用する。組織名は2'-deoxyribonucleoside-triphosphate:thioredoxin-disulfide 2'-oxidoreductaseで、別名にribonucleotide reductase、2'-deoxyribonucleoside-triphosphate:oxidized-thioredoxin 2'-oxidoreductaseがある。